# Fever (Roman)
Fever ist ein Roman der französischen Schriftstellerin Leslie Kaplan aus dem Jahr 2005, der sich mit der Frage der Willensfreiheit, von Schuld und Verantwortung und mit dem Generationenproblem auseinandersetzt. Er erschien 2006 auf Deutsch.

## Inhalt
Das Buch ist ein philosophischer Adoleszenz-Roman. Zwei Klassenkameraden ermorden in Paris eine junge Frau, gefunden nach dem Zufallsprinzip, anscheinend ohne jedes Motiv, ein acte gratuit? Zunehmend belastet die Tat sie. Vom Unterricht angestoßen, wollen sie die Geheimnisse ihrer Großeltern aus der Zeit der deutschen Besetzung (1940–1944) des Landes enträtseln, jedoch schweigt Pierres jüdischer Großvater eisern. Damiens Opa, in der Kollaboration ein junger Beamter, weicht konkreten Nachfragen aus. Er versucht vielmehr, sein Verhalten während der Okkupation mit den damaligen Umständen zu rechtfertigen und weigert sich zu
akzeptieren, dass auch das Ausführen krimineller Anordnungen von Vorgesetzten ein Verbrechen ist. Den Höhepunkt des Romans stellt die Szene dar, als Damien merkt, dass sein gemeinschaftlich begangenes Verbrechen in einer Reihe mit dem Tun des Großvaters steht:
Damien schaute seinen Großvater lange an, aber er sah ihn nicht wirklich. Er schaute ihn an; und plötzlich brach ein Damm. Dieser Satz, den er zu Damien gesagt hatte: das war genau das, was er selbst gesagt hatte. Mit einem Unterschied: anstelle der „Ordnungen“ hatte er selbst den Zufall gesetzt. „Wenn man dem Zufall Raum gibt …“
Die Jungen beschäftigen sich nun mit den Deportationen von Juden in die Vernichtungslager im Osten und mit dem Papon-Prozess Ende der 1990er Jahre. Sie lesen Zeugnisse über junge jüdische Opfer der Kollaboration und stoßen auf die Wannsee-Konferenz, den gesamteuropäischen Mordplan der Nazis und der Wehrmacht, und Hannah Arendts Eichmann-Buch. Von Ängsten und Depressionen geplagt, unfähig sich jemandem anzuvertrauen, wie ohne eigene Identität, laufen sie im Quartier du Montparnasse herum, auf der Flucht vor sich selbst und vor der familiären Vergangenheit, während sie erfolgreich das Abitur ablegen.
Die sechs Deportationen und die Figur des Eichmann bilden Topoi, um die Hauptaussage des Buches – das Schweigen lässt Verbrechen weiterwuchern – zu untermauern. Wie auch sonst, schreibt Kaplan in einer musik-ähnlichen Sprache, mit vielen Wiederholungen, wobei jedes Wort eine eigene Nuance hat, und mit einer ungewöhnlichen Interpunktion.
Fever ist sowohl fiktional, beginnend mit seiner Rahmenhandlung, dem Mord, als auch dokumentarisch, in den wie journalistisch geschriebenen Berichten über den Papon-Prozess sowie über Eichmanns mörderische Tätigkeit. Die Klammer zwischen den beiden Ebenen bildet die Verantwortung, nach der Kaplan sowohl die jugendlichen Mörder als auch die Nazitäter befragt.
Als Literaturgattung kann Fever als Parabel in Romanform gelten, indem das Buch im Schicksal der Großvater-Enkel-Generationen allgemein-menschliche Probleme aufzeigt. „Ich wollte zum einen etwas über Jugendliche heute schreiben, zum anderen etwas über das Gewicht der Geschichte, wie sich die Dinge übertragen, wie sich die Vergangenheit völlig unbewusst vererbt … Die Generationenfrage, die Frage, was von Generation zu Generation weitergegeben wird, betrifft jeden von uns und auch sämtliche Humanwissenschaften.“ (Kaplan im Deutschlandfunk)
Deutsche Leser verstehen den Roman besser, wenn sie berücksichtigen, dass die Kollaboration des französischen Staates erst seit den 1990er Jahren, also etwa eine Generation später als in Deutschland, breit thematisiert und bedauert wurde. Chirac erkannte 1995 die aktive Mitwirkung des „État français“ an der Shoah an. Das Buch war für Franzosen also gleichzeitig ein Anstoß, sich hierüber zu verständigen.
Indem der Roman ein Motiv der Mörder darin sieht, eine geistige Überlegenheit (z. B. gegenüber Ermittlern) zu behaupten, gibt es ein reales Vorbild in der jüdischen US-Affäre Leopold und Loeb von 1924, welche Kaplan sicher bekannt ist.

## Die Schule, die Adoleszenz
Als die Jungen den Mord planten, sollte es ein Experiment sein: den Zufall für sich arbeiten lassen, frei sein. Der Plan faszinierte sie sehr. Nach dem Mord allerdings ziehen sich die beiden immer mehr aus der Klasse zurück, ihre Verrücktheit stört die Kommunikation. Sie werden zu Außenseitern. Ihre Selbstachtung sinkt; der Mord beweist gerade nicht ihre Freiheit, sondern im Gegenteil ihre Verstrickung in die zwei Familiengeschichten.
Die Nazi- und Kollaborationsverbrechen kommen in der Schule im Blickwinkel Arendts vor. Eine Mitschülerin hält ein Referat über die Occupation. Pierre selbst spricht erst in der Schlusswoche, als Hamlet zum Thema wird, plötzlich über seine intensive Lektüre in der letzten Zeit. …begann er hastig und unzusammenhängend über Vichy zu sprechen, über die Spuren von Vichy, über Eichmann,… es sprudelte nur so aus ihm heraus…
Die beiden Hauptfiguren benehmen sich oft unreif, schon der Mord sieht zunächst aus wie ein aus dem Gleis geratener Dummer-Jungen-Streich. Ihr Verhalten zur Lehrerin schwankt zwischen Anziehung und Angst vor ihrer Überlegenheit. Im Unterbewusstsein lauert eine Geringschätzung von Frauen, einmal stellen sie Frauen mit „Juden“ gleich, ein anderes Mal ruft Damien aus vollem Herzen: „Nieder mit den Frauen!“
Kaplan markiert die Adoleszenz sowohl philosophisch, wie bei Dostojewski, als Anrennen gegen Normen, als auch psychologisch: die beiden Jungen morden aus pubertärem Größenwahn. Die Schüler hatten gelernt, dass der Mensch nur in der Gemeinschaft existiert: Es sind „die Menschen“ und nicht „der Mensch“, welche die Erde bewohnen. Damien und Pierre wollen den Gegenbeweis dazu antreten: es kommt auf den Einzelnen in seinem Nihilismus und radikalen Individualismus, mit seiner subjektiven Ästhetik an: Diese Frau oder eine andere, sie hatten kein Motiv, keinen persönlichen Beweggrund, sie ließen den Zufall entscheiden,… dann waren sie die Größten. Leicht? Eher einfach, wie ein mathematischer Beweis, der sich durch Einfachheit auszeichnet, daher seine Schönheit, seine Eleganz.
„Fever“ als Adoleszenzroman handelt von einer misslingenden Bildung von Identität, eine verweigerten Reifung zum Mann. Die Lektüre über die Kollaborateure und über Eichmann ersetzt ihnen die Antworten, die sie bei den Älteren nicht erhalten: … begann er zu recherchieren und klapperte Buchhandlungen ab. Er spürte eine große Dringlichkeit, er stand kurz vor dem Explodieren… Damien las hastig, er verschlang die Texte, er verleibte sie sich ein… (Es) schwebte über all diesen präzisen, stichhaltigen Informationen, den Tatsachen …, die er anhäufte, etwas anderes, ein Eindruck, ein Gefühl, aber welches? (141f.)
Ingeborg Harms verknüpft in einer Rezension in der FAZ die männliche „Adoleszenz“ der beiden, insbesondere ihren Frauenhass, eigentlich gegen die Lehrerin, die sie nicht erreichen, ersatzweise gegen die Unbekannte, mit dem Motiv der Rache an den Großvätern. Diese unbewusste Rache ist bei beiden Jungen anders gelagert, je nach Familie. Nach dem Mord beginnt ihre Selbsterkenntnis, die Psychologie siegt über die abstrakte Philosophie. Allerdings verstört diese „Trauerarbeit“, die „Schule des Lebens“ die Jungen bis zum Wahn.

## Judentum
Pierres Familie ist jüdischer Herkunft. Alle Blutsverwandten des Großvaters Elie haben die Nazis in Galizien ermordet. Auch seine spätere Frau war deportiert worden, sie hatte aber überlebt. In der Wohnung leben drei Generationen zusammen, es ist unruhig.
Das Judentum dieser Familie bedeutet Erinnerung an das Leid. Der schweigende Großvater überträgt eine diffuse Traurigkeit auf Pierre. Das Trauma des Elie ist sehr groß, er fühlt sich wie im Exil, bisweilen empfindet auch der Enkel sich einsam, verlassen. Elie erinnert den Enkel an den ewigen Juden, der ruhelos durch die Welt streift. Es ist ein wenig formelles Judentum, ungebunden und humanistisch.
Die Shoah nimmt Pierre aber auch zum Anlass, an Gottes Gerechtigkeit überhaupt zu zweifeln (Theodizee). Gott hatte seinem auserwählten Volk den Rücken zugekehrt, er hatte zugelassen, dass es fast vernichtet wurde. In den Worten Pierres: Gott ist ein Versager.

## Die Kollaboration und die Opfer
Damiens Großvater verweigert seinem Enkel eine Auskunft darüber, was er als junger Mann gedacht hatte, und wie konkret er in Deportations-Verbrechen verwickelt war. Der Frage Warst du in der Résistance? weicht er aus. Indem er Verbrechen, die man ohne innere Beteiligung, ohne ein Motiv, begeht, nicht als solche einstuft, liegt der Schluss nahe, dass er selbst durchaus aktiv an solchen beteiligt war. Die beiden Jungen vermuten daher Böses, bekommen aber nichts Genaues heraus. Bis zu diesem Tag hatten beide ein ganz herzliches Verhältnis zu ihren Opas. Jedoch deren Schweigen treibt sie in den Wahn. Wie versteht man eine Welt, in der täglich und überall das Böse herrscht? Schließlich merken sie, dass ihre eigene Tat in diese Reihe des Bösen gehört.
In einem seiner vielen Alpträume sieht Damien eine Menschenmasse, Gefangene, alle mit dem Gesicht der Ermordeten. Die
Menschen stellen bildlich die Opfer des Nationalsozialismus dar. Auch die beiden Jungen werden so assoziativ mit den NS- und Vichy-Tätern in Verbindung gebracht. Doch die beiden selbst sind bis zuletzt unfähig, sich ihrer Täterrolle bewusst zu werden, eine Haltung, die sie mit den altgewordenen Kollaborateuren von damals teilen.
Fever schildert einige Fälle aus dem Prozess gegen Papon, welche die Verantwortungslosigkeit dieses Bürokraten zeigen, der mit einem Federstrich 1410 Juden aus Bordeaux in den Tod schickte. Aber auch kleinere Kollaborateure, Zeitungsschreiber, Polizisten, Verwalter, werden bei ihrem miesen Job unter der Occupation betrachtet. Mit den bisher wenig bekannten Fallgeschichten wird den Opfern ein Denkmal gesetzt. Kaplan meint, dass der einzelne Franzose durchaus Handlungsräume hatte. Jeder konnte sich sogar angesichts der Deportation, menschlich – oder eben mörderisch – zeigen. So dokumentiert sie Beispiele der Hilfe für Juden, auch vergeblicher Versuche dazu.
Die Opfer, welche Kaplan aus dem Papon-Prozess erwähnt, sind:
- Sylvain Mohlo, 15 J., und sein Bruder, 13 J.; gerettet durch Einsatz ihres Vaters und durch Glück
- Irma Reinsberg, 20 J. alt, beim 2. Flucht-Versuch den Nazis entkommen
- Robert Goldenberg, geb. 26. August 1903 in Paris, verheiratet mit einer Nicht-Jüdin. Deportiert am 26. Juni 1942 von Bordeaux nach Drancy, mit Unterschrift Papons. Von dort nach Auschwitz deportiert mit Transport Nr. 62; ermordet in Auschwitz am 25. November 1943;
- Marie Reille (es gab ein Hin und Her, ob sie nach den Nazi-Gesetzen Jüdin war, sie befand sich bereits in Auschwitz, sah den rauchenden Schornstein, sie wurde zurückgeholt, gerettet durch Einsatz ihres Mannes und von Freunden)[4]
- Sabatino Schinazi (Arzt, geb. 28. Juni 1893 in Mehalla-Kebir/Ägypten, frz. Nationalität, Vater von 9 Kindern, deportiert am 25. November 1943, gestorben im KZ Dachau am 23. Februar 1945); (mit ihm deportiert und später ermordet wurde sein Sohn Daniel Schinazi, geb. 26. Januar 1922 in Bordeaux. – Nach Dr. Schinazi ist heute eine Straße in dieser Stadt benannt.)[5]
- Abraham Slitinsky, geb. 4. März 1880 in Elisabethgrad, verhaftet in der Nacht des 19./20. Oktober 1942, Deportation nach Drancy mit dem 4. Transport am 26. Oktober 1942, von da nach Auschwitz am 6. November 1942, dort ermordet am 13. November 1942; und seine Kinder Alice und Michel, beide gerettet. Auf Michel wurde bei der Flucht von frz. Polizei geschossen; er ging 17-jährig in das Maquis in der Auvergne und war in der Résistance aktiv, er brachte durch jahrzehntelanges Beharren den Papon-Prozess zum Laufen.[6][7]

Die Deportationen aus Bordeaux wurden publizistisch begleitet von der Zeitung „La Petite Gironde“ mit dem klassischen Satz des Antisemiten: Fortan wissen wir, dass wir bei allen Miseren, Konkursen, finanziellen Katastrophen, Skandalen oder Kriegen nach dem Juden dahinter suchen müssen.

## Eichmann nach Arendt
Durch den Papon-Prozess und die Lektüre in der Schule stoßen die Jungen auf die Figur des Adolf Eichmann. Seine Äußerung im Jerusalemer Prozess … und ich sah Heydrich rauchen und trinken, über seine Rolle bei der Wannsee-Konferenz, wird schließlich zum „Passwort“ in der Kommunikation der Jungen. Fever ist in wesentlichen Teilen ein Palimpsest, ein literarisch-fiktives Überschreiben von Arendts Eichmann-Buch, ergänzt mit anderen ihrer Gedanken über die Kommunikation zwischen den Menschen, über Freiheit und Schuld.
Eichmann war ein karrierebewusster, gewissenloser Schreibtischtäter, der begeistert die Aufgabe übernahm, die europaweiten Eisenbahnzüge in die Vernichtungslager auszulasten und zu organisieren. Er behauptete, den Anblick der Mordtaten, zu dem ihn sein Vorgesetzter Heinrich Müller bisweilen in Ostpolen und Galizien nötigte, schlecht verkraftet zu haben. Zur Abwehr minimaler Zweifel, die er gehabt haben könnte, schuf er sich eine von der Realität getrennte Scheinwelt aus Klischees, Sprachregelungen, welche die Nazis und die Kollaborateure erfunden hatten, eine Phantastik, die Eichmann bis zu seiner Hinrichtung aufrecht hielt.
Kaplan schließt mit Arendt: Die Welt wird so lange lebenswert sein, wie es Menschen gibt, die sich dem Trend zur Vernichtung entgegenstellen. Auch in tiefster Finsternis, der deutschen Herrschaft über Europa, lässt sich Menschlichkeit bewahren und Widerstand leisten, so, wie es die Regierungen bestimmter Länder (Dänemark, Bulgarien) gegen das Deportations-Verlangen der Deutschen gemacht haben.

## „Eichmann“ und „Fever“
Arendts bis heute umstrittenes Buch Eichmann in Jerusalem, (1963) und Kaplans „Fever“, treffen Aussagen über einen Mord ohne Motiv, einen „acte gratuit“; die Intention der jeweiligen Mörder ist ähnlich. Eichmann steigerte sich im Zuge der steigenden Mordzahlen in eine Welt, die von „Sachen“ beherrscht war, die konkreten Opfer verschwanden aus seinem Denken. Wenn diese Sache einmal gemacht sein musste, … dann war es besser, wenn Ruhe und Ordnung herrschten und alles klappte. (Eichmann; mit „diese Sache“ ist die Vernichtung gemeint.) Das Morden gewann für ihn eine Eigengesetzlichkeit, diktiert vom Willen des Führers. Für die Nazi-Deutschen war eine Ideologie der unbegrenzten Planbarkeit typisch, ein „Alles ist möglich“. Die Verwaltung und Organisation des Mordens, eine Bürotätigkeit, war für Eichmann der Lebensinhalt. Nach Arendt hätte das Morden mit dem beabsichtigten Verschwinden des letzten jüdischen Menschen aus Europa durchaus kein Ende gefunden. Die Opfer waren für Eichmann lediglich Ziffern in einer Statistik der Transporte und Tötungen, sie verschwanden als irgendwie geartete Personen. Er hatte vor allem darauf zu achten, dass die Züge in die Vernichtungslager immer möglichst voll waren, um den Transportaufwand gering zu halten.
Ähnlich motiviert verhalten sich die beiden Jungen in „Fever“, auch wenn es sich nur um ein einziges Opfer handelt. Die Tat wurde lange vorher geplant, in lockerer Stimmung (so, wie Eichmann die Wannseekonferenz schildert). Das Opfer war gesichtslos, austauschbar (sie wählten in letzter Minute noch ein anderes Mädchen aus), mit einer Ausnahme: es sollte eine Frau sein (so, wie es bei Eichmann jedenfalls die Juden sein sollten, bzw. was die Nazis gemäß Globke dafür hielten). Das Opfer verschwand für die Jungen als Person, es wurde zur Sache; allein ihre Großartigkeit als Täter zählte. Diese Ideologie der Sachlichkeit bildet den Schnittpunkt zwischen Arendts Eichmann-Darstellung und Kaplans Pariser Mördern. So wird die Wende, als die Jungen erstmals das Ungeheuere ihrer Tat bemerken, markiert durch Reflexionen über die Welt der Büros und über Verwaltungsakte. Später wird dies am Beispiel Papons noch deutlicher, als er seine Tätigkeit als Judendeportateur vor Gericht mit einer „Eigengesetzlichkeit der Verwaltung“ begründet.
Bei Arendt wie bei Kaplan sehen wir Mörder, die „sachlich“, „objektiv“ handeln. Es sind Figuren, die im Gegensatz stehen zu einem positiven Menschenbild: der Verantwortung gegenüber anderen konkreten Individuen. Die Herleitung des „acte gratuit“, des motivlosen Mordens aus einer vorgeblichen „Sachlichkeit“, dem Organisationseifer der Täter, verbindet die beiden so unterschiedlichen Bücher.

## Quelle
- Leslie Kaplan: Fever. Von jetzt an, 5. Roman Berlin-Verlag, 2006, ISBN 3-8270-0628-7. TB (März 2008): ISBN 3-8333-0518-5, ISBN 978-3-8333-0518-4 (Band 5 der Reihe Depuis maintenant) Aus dem Französischen. Übers. Sonja Finck. Das Buch erhielt den André-Gide-Preis für deutsch-französische Literaturübersetzungen 2006. Französische Ausgabe POL, Paris 2005, ISBN 2-84682-053-8; als TB: Gallimard, Paris Juli 2007, ISBN 978-2-07-032153-7.

(Das Werk nicht verwechseln mit dem gleichnamigen deutschen Buch für Kinder von Susanne Fülscher, 1999, das unter 12-Jährigen spielt.)

## Ähnliche Themen in Medien
- Edgar Allan Poe: Das verräterische Herz und Der schwarze Kater: Morde ohne Motiv
- Truman Capote Kaltblütig Ein verabredeter Raubmord durch ein Mörderpaar
- Alfred Hitchcock (Regisseur) Rope (1948) dt. Cocktail für eine Leiche nach dem Theaterstück The Rope (Mord als „intellektuelles Vergnügen“ und aus der Einbildung heraus, ein Übermensch zu sein) von Patrick Hamilton; der reale Kriminalfall „Leopold und Loeb“ dahinter hat auch die Filme Compulsion (=Der Zwang zum Bösen) von Richard Fleischer und Swoon von Tom Kalin und Mord nach Plan von Barbet Schroeder inspiriert.
- Günter Grass, Autobiographie (2006): Damiens Opa gibt in „Fever“ als Grund für seine Arbeit in der Kollaboration bei den Vichy-Behörden an, er habe der familiären Enge in der Provinz in Clermont-Ferrand entfliehen wollen. Grass sagt über seine Mittäterschaft in der Waffen-SS: Mir ging es zunächst vor allem darum rauszukommen. Aus der Enge, aus der Familie. Das wollte ich beenden, und deshalb habe ich mich freiwillig gemeldet. Die Ähnlichkeit lohnt ein weiteres Nachdenken über den Zusammenhang von männlicher Jugend und Totalitarismus.
- Ödön von Horváth: Jugend ohne Gott Ausgabe Suhrkamp-Basisbibliothek, S. 139; das Motiv des pubertären Größenwahns durch Mord: … dass der T zuschauen wollte, wie ein Mensch kommt und geht. … Er wollte alle Geheimnisse ergründen, aber nur, um darüberstehen zu können – mit seinem Hohn. Er kannte keine Schauer, denn seine Angst war nur Feigheit. Und seine Liebe zur Wirklichkeit war nur der Hass auf die Wahrheit…

## Verfilmung
- Der Roman wurde 2014 von Raphaël Neal unter dem gleichen Titel in französischer Sprache verfilmt (80 min). Der Film erhielt 2014 den Preis des Oldenburg Film Festival als „best film“. Arte sendete den Film 2018 mit deutschen Untertiteln. Das Drehbuch stammt von Alice Zeniter.